# Atje Keulen-Deelstra
Atje Keulen-Deelstra, född 31 december 1938, död 22 februari 2013, var en nederländsk skridskoåkare.
Hon blev olympisk silvermedaljör på 1 000 meter vid vinterspelen 1972 i Sapporo.